# هاگوارتز

نقشه‌ای حدودی از هاگوارتز که بر اساس نقشه دیگری از جی.کی. رولینگ کشیده شده است.

مدرسه علوم و فنون جادوگری هاگوارتز (به انگلیسی: Hogwarts School of Witchcraft and Wizardry) یا به اختصار هاگوارتز، مدرسه شبانه‌روزی جادوگری سری داستان‌های هری پاتر نوشته جی کی رولینگ است. این مدرسه در داستان‌های هری پاتر نقش مکان اصلی داستان را بازی می‌کند.

هری پاتر مجموعه ای متشکل از هفت رمان فانتزی نوشته نویسنده بریتانیایی جی کی رولینگ است. این رمان‌ها زندگی جادوگر جوانی به نام هری پاتر و دوستانش هرماینی گرنجر و رون ویزلی را روایت می‌کند که همگی دانش آموزان این مدرسه جادوگری هستند. 

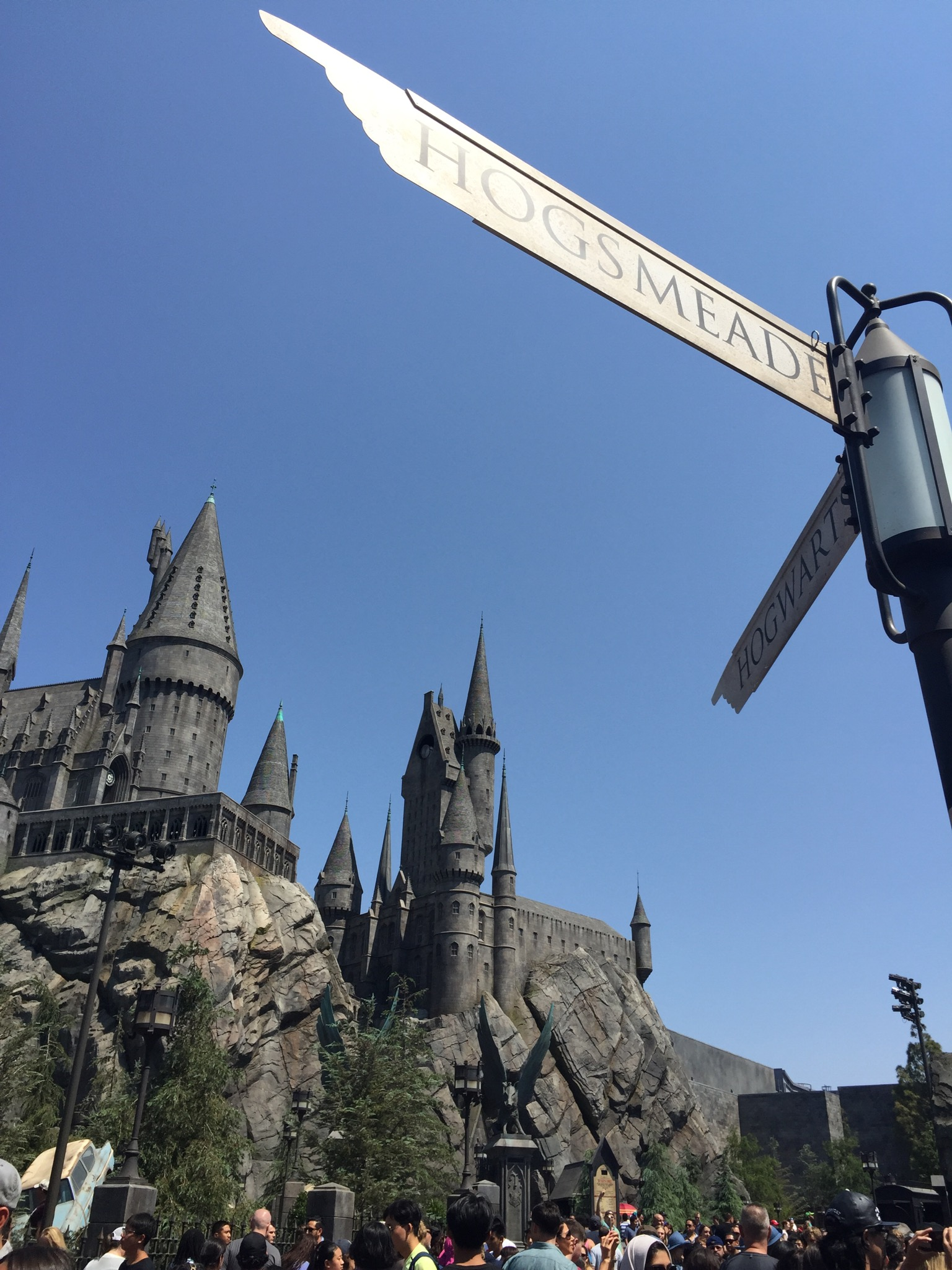
پرچم مدرسه علوم و فنون جادوگری هاگوارتز. شعار: هرگز یک اژدهای خفته را قلقلک ندهید

## تحصیل در هاگوارتز
دانش اموزان در سن یازده سالگی از مدرسه هاگوارتز نامه‌ای دریافت می‌کنند که به تحصیل در این مدرسه دعوت می‌شوند. در آن فهرست موارد مورد نیاز و وسایل قابل خرید و بلیط قطاری که با آن به هاگوارتز سفر می‌کنند نیز وجود دارد. در هاگوارتز دانش آموزان با گذاشتن کلاه گروهبندی بر سر خود و سنجیده شدن خصوصیات آن‌ها در بین یکی از چهار گروه گریفندور، اسلیترین، ریونکلا و هافلپاف قرار می‌گیرند.
دانش آموزان بعد از پنج سال تحصیل در امتحانات سطوح مقدماتی جادوگری شرکت کرده و پس از آن با توجه به نمرات خود انتخاب رشته می‌کنند و دو سال بعد با قبولی در امتحانات سطوح عالی‌تر جادوگری از مدرسه فارغ‌التحصیل می‌شوند. البته در سن هفده سالگی در امتحانات جسم‌یابی (ظهور و غیاب) شرکت می‌کنند که در واقع همان غیب و ظاهر شدن است. اگر دانش آموزان در امتحانات جسم‌یابی قبول نشوند باید یک دوره مجدد را بگذرانند؛ ولی آن‌ها که فارغ‌التحصیل شده‌اند لازم است هر سال یک روز بیایند تا چیزی از این جادو را فراموش نکنند.

## سمج
سمج سرواژه امتحانات «سطوح مقدماتی جادوگری»، امتحاناتی در داستان‌های هری پاتر نوشته جی کی رولینگ انگلیسی است که دانش یا توانایی یک نفر در زمینه‌های مختلف جادوگری را محک می‌زند. سمج مرحله نخست از سطوح مدرسه علوم و فنون جادوگری هاگوارتز را تشکیل می‌دهد.
«سمج» ترجمه و در واقع تبدیلی فارسی از «OWL» برای «Ordinary Wizarding Level» است که کنایه‌ای به امتحانات O Level در بریتانیا و ایرلند شمالی است.
دانش آموزان مدرسه هاگوارتز در ماه ژوئن در پایان سال پنجم تحصیلشان در هاگوارتز در امتحانات سمج که حاصل پنج سال درس خواندن آن‌ها و اتمام دوره مقدماتی جادوگری است، شرکت می‌کنند. این امتحانات توسط ادارهٔ امتحانات جادوگری برگزار می‌شود و ۱۳ رشته در آن مورد ارزیابی قرار می‌گیرد که کسانی که در این آزمون‌ها حائز نمره حداقل دبیر مورد نظر در هاگوارتز شوند می‌توانند آن درس را در سطوح سخت و طاقت فرسای جادوگری یعنی سال ششم و هفتم تحصیل در هاگوارتز ادامه دهند.

### رشته‌های مورد ارزیابی در آزمون سمج
1. تغییر شکل
2. معجون‌سازی
3. دفاع در برابر جادوی سیاه
4. گیاه‌شناسی
5. وردها و طلسم‌های جادویی
6. نجوم
7. پیشگویی
8. مراقبت از موجودات جادویی
9. طلسم‌های باستانی
10. پرواز با جارو
11. ریاضیات جادویی
12. تاریخچهٔ جادو
13. مطالعات مشنگی (ماگلی)

### درجات
1. O عالی (قبولی)
2. E فراتر از حد انتظار (قبولی)
3. A قابل قبول (قبولی)
4. P ضعیف (مردودی)
5. D افتضاح (مردودی)
6. T غول غارنشین (مردودی)

حد قبولی یا مردودی فقط تعداد مدرک سمج را مشخص می‌کند و انتخاب حد قبولی واقعی با معلم است

## تاریخچه تأسیس

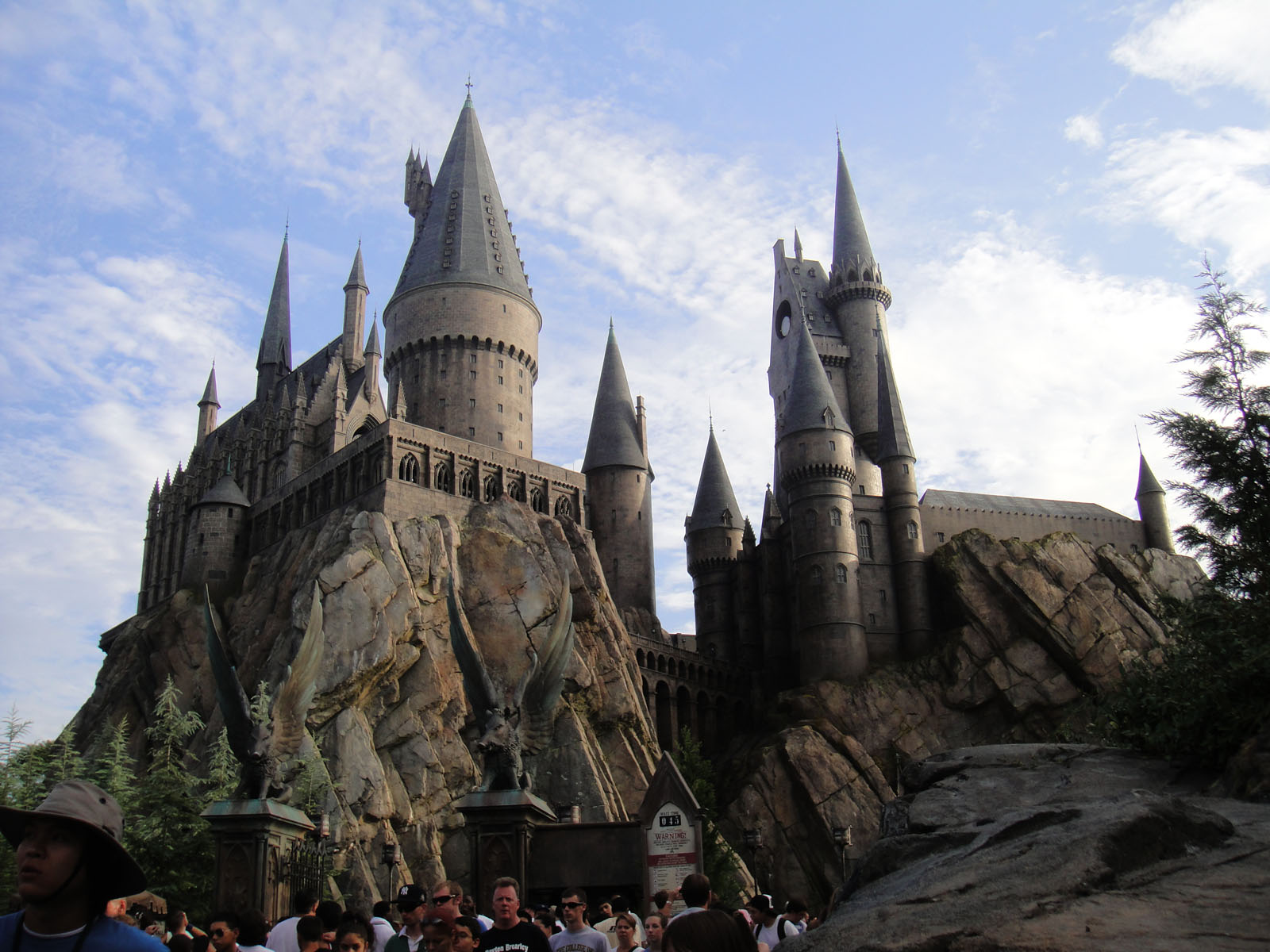
دنیای جادوگری هری پاتر - قلعه هاگوارتز

این مدرسه توسط چهار جادوگر و ساحره بزرگ یعنی (گودریک گریفندور، هلگا هافلپاف، رویینا ریونکلا و سالازار اسلیترین) ساخته شد تا محیطی برای پرورش و آموزش کسانی که استعداد جادوگری دارند به وجود آید. این چهار نفر بعد از اتمام ساخت مدرسه بر سر این که چه کسانی باید در مدرسه پذیرش بشوند اختلاف عقیده پیدا کردند بنابراین چهار گروه مختلف در هاگوارتز به وجود آمد و سالازار اسلیترین از آنجا رفت. گروه گریفندور با نماد شیردال و رنگ قرمز و زرد، هافلپاف با نماد گورکن و رنگ زرد و سیاه، ریونکلا با نماد عقاب و رنگ آبی و برنزی و اسلیترین با نماد مار و رنگ سبز و نقره‌ای. سالازار اسلیترین قبل از رفتنش تالاری مخفی به نام حفره اسرار در هاگوارتز به وجود آورد که فقط نوادهٔ حقیقی اسلیترین می‌تواند آن را باز کند و نواده اسلیترین یعنی لرد ولدمورت از جینی ویزلی استفاده کرد و در تالار اسرار برای بار دوم باز شد.

## محیط هاگوارتز

هاگوارتز در فیلم هری پاتر

هاگوارتز قلعهٔ بزرگی است که بر دامنه کوهی بنا شده است. در محوطه اطراف قلعه جنگل بزرگی به نام جنگل ممنوعه و دریاچه وسیعی قرار دارد بنام دریاچهٔ سیاه. در جنگل ممنوع انواع جانوران شگفت‌انگیز مانند تک شاخ، سانتور و آکرومانتیولا و… وجود دارد. درون قلعه هاگوارتز از برج‌های بلند و راه روهای پیچ در پیچ تشکیل شده و راه‌های مخفی فراوانی دارد که هنوز هیچ‌کس موفق به تکمیل نقشه کامل آن نشده است به جز جیمز پاتر و ریموس لوپین و پیتر پتی گرو و سیریوس بلک. هر گروه نیز درون قلعه سالن و خوابگاهی مجزا دارد که مکان آن از دیگر گروه‌ها پنهان است که خوابگاه گریفندور در طبقهٔ هفتم برج جنوبی قلعه و پشت تابلو بانوی چاق پنهان است و خوابگاه اسلیترین در راهروهای زیر زمینی و در پشت دیوار دخمه‌ای پنهان است و زیر دریاچه قرار دارد. خوابگاه ریونکلا نیز در یکی از برج‌های قلعه و خوابگاه هافلپاف در مکانی در نزدیکی آشپزخانه‌ها قرار دارد.

## دیگر موارد هاگوارتز

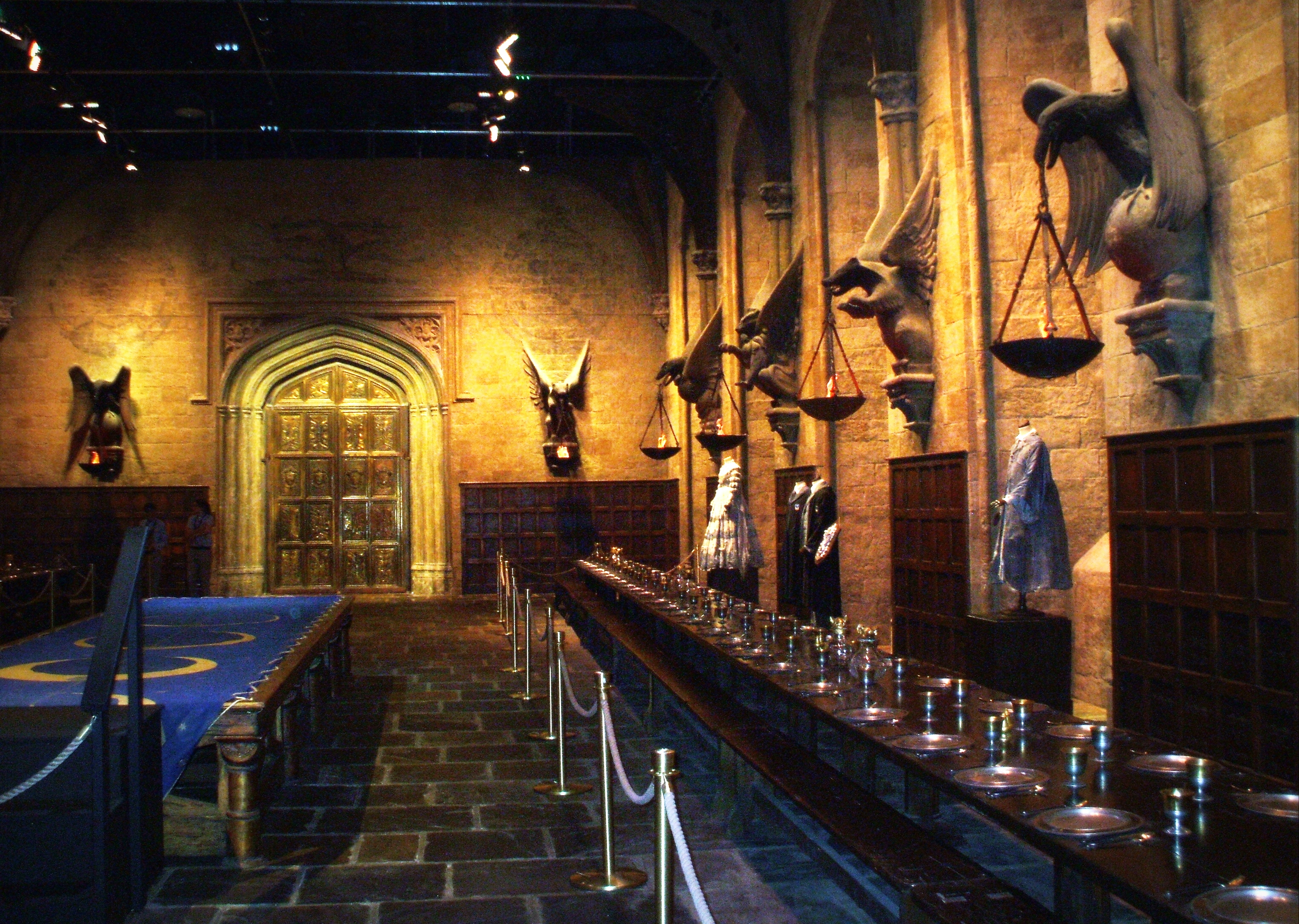
سرسرای بزرگ، هاگوارتز

در محوطهٔ هاگوراتز درخت بیدی جادویی وجود دارد که به شیون آوارگان راه دارد و با شاخه‌هایش به افراد حمله می‌کند و به همین دلیل به بید کتک زن مشهور است. که این درخت در سال تحصیلی جیمز پاتر، سیریوس بلک، ریموس لوپین، پیتر پتی‌گرو که معروف به غارتگران بودند به دلیل گرگینه بودن ریموس لوپین کاشته شد. همچنین در محوطهٔ قلعه زمینی برای بازی کوییدیچ قرار دارد. شعار مدرسه هاگوارتز که در زیر علامت آن نیز نقش بسته است جمله‌ای لاتین به این معناست:
هرگز یک اژدهای خفته را قلقلک ندهید.
«دراکو دورمی‌ینس نان‌کوآم تی‌تی‌لاندوس»

## گروه‌ها

نشان هاگوارتز

کلاه گروه‌بندی بر اساس ویژگی‌ها و خصوصیات افراد آن‌ها را در یکی از گروه‌ها قرار می‌دهد. افراد شجاع و نترس و وفادار به گریفندور می‌روند. افراد زیرک و کمی بداخلاق و بلند پرواز به اسلیترین می‌روند، معمولاً این افراد به جادوی سیاه علاقه‌مند هستند. افرادی با هوش و ذکاوت بالا به ریونکلا و افرادی سخت کوش، مهربان و صبور به گروه هافلپاف می‌روند.

### اسلیترین
در سری داستان‌های هری پاتر، سالازار اسلیترین نام یکی از چهار بنیان‌گذار مدرسه جادوگری هاگوارتز است که بعدها تبدیل به یکی از گروه‌های این مدرسه شد. رنگ این گروه سبز یشمی و نماد آن مار است. بسیاری از جادوگرانی که در این گروه تحصیل کردند بعدها به جادوی سیاه علاقه‌مند شدند.
- رئیس: پروفسور هوریس اسلاگهورن در زمان تحصیل تام ریدل (تا سال ۱۹۸۱)، پروفسور سوروس اسنیپ در زمان تحصیل هری پاتر (تا سال ۱۹۹۷)، پروفسور هوریس اسلاگهورن (۱۹۹۷ تا قبل از ۲۰۱۶)رئیس ان بود.
- مؤسس: سالازار اسلیترین
- رنگ: سبز و نقره‌ای
- حیوان: مار، نشانه استعداد خاص مؤسس به خاطر مار زبان بودن است
- روح: بارون خون آلود
- مکان: سالن عمومی اسلیترین (دخمهٔ اسلیترین)، دارای سقف کوتاه و دربر گیرنده تعدادی صندلی سبز رنگ است. این سالن در زیر دریاچه واقع شده است.
- شعر کلاه گروهبندی: و اسلیترین ناقلا از مرداب … ولی اسلیترین قدرت‌طلب بود از این رو طالبین جاه بستود
- تیم کوییدیچ اسلیترین: ردای سبز رنگ، ظاهراً بازیکنان به خاطر هیکل بزرگی که دارند انتخاب می‌شوند و نه به خاطر استعدادهایشان!
- ویژگی: تمایل فراوان به قدرت، اصالت جادوگری
- شیء مربوط:قاب آویز اسلیترین (که بعدها توسط لرد ولدمورت به جان پیچ تبدیل شد)

بعضی از اعضای شناخته شده این گروه:
سورس اسنیپ - دراکو مالفوی - لرد ولدمورت - لوسیوس مالفوی - بلاتریکس لسترنج هوریس اسلاگهورن -پانسی پارکینسون-اسکورپیوس مالفوی-آلبوس سورس پاتر-بلیز زابینی-ریگولس بلک- لیتا لسترنج- کراب و گویل (در جانوران شگفت‌انگیز و زیستگاه آنها:جنایات گریندل والد). ناجینی (در جانوران شگفت‌انگیز و زیستگاه آنها:جنایات گریندل والد)

### گریفندور

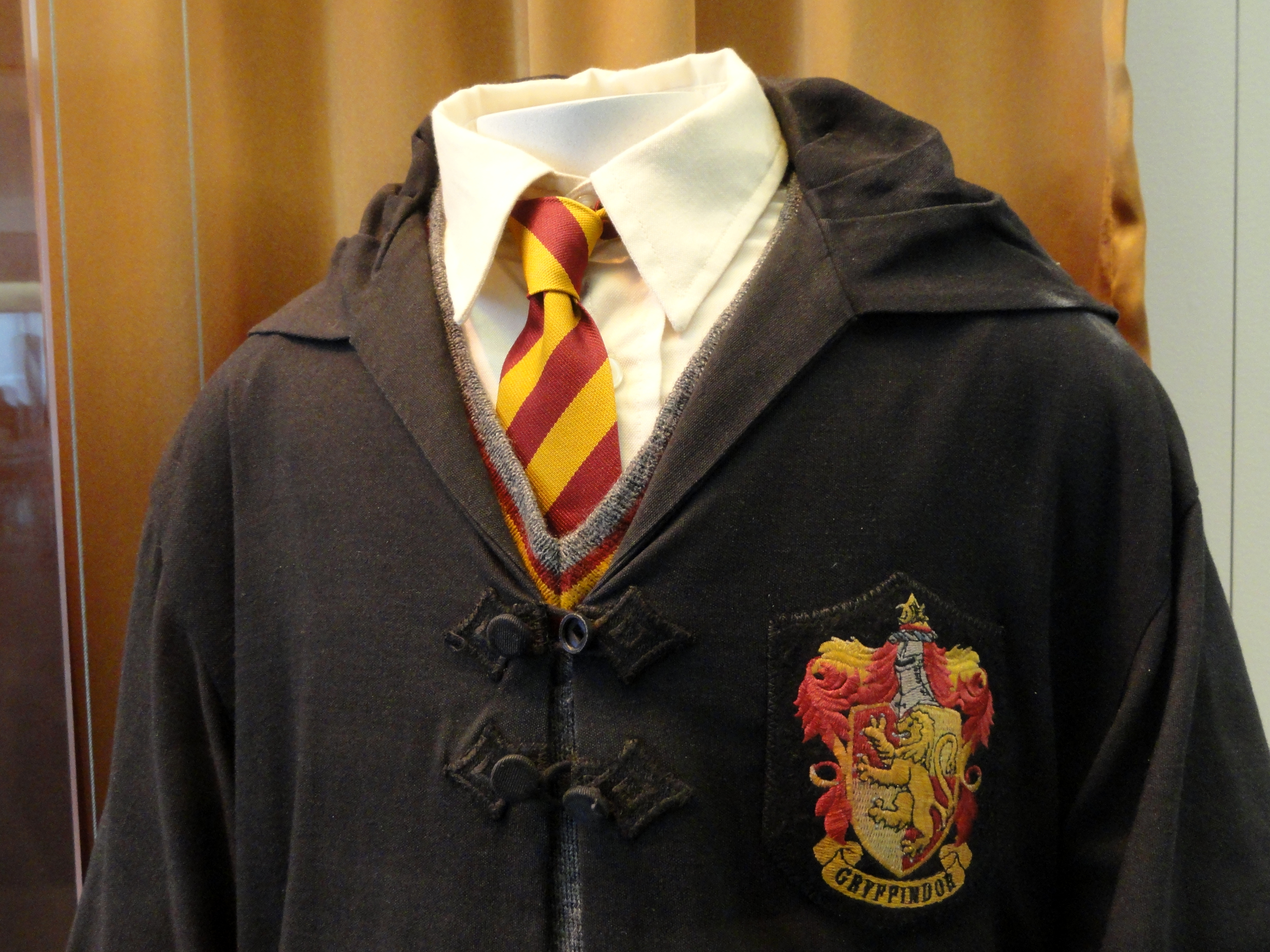
لباس هایی که برای گروه گریفیندور در مجموعه فیلم هری پاتر استفاده می‌شد

گریفیندور یکی از گروه‌های چهارگانه در هاگوارتز در مجموعه داستان‌های هری پاتر است که توسط گودریک گریفیندور ، یکی از بنیان گذاران هاگوارتز تاسیس شد .

#### ویژگی‌ها
- رئیس: پروفسور مینروا مک‌گونگال
- رنگ: قرمز و طلایی
- حیوان: شیر
- مؤسس: گودریک گریفیندور
- روح: سرنیکُلاس دو میمسی پورپی نگتون (نیک تقریباً بی‌سر)
- ویژگی:شجاعت و تفکرِ بِجا
- مکان: برج گریفیندور در طبقه هفتم واقع است. محل ورود به این برج در پشت قاب بانوی چاق که لباس صورتی بلندی پوشیده‌است قرار دارد. اگر رمز ورود درست را به او بدهید قاب می‌چرخد و ورودی برج نمایان می‌شود.
- شیء: شمشیر گریفیندور

در سالن عمومی تعداد زیادی میز و صندلی و یک بخاری دیواری وجود دارد. شومینهٔ این مکان به شبکه پودر پرواز متصل شده‌است ولی چون در تمام اوقات روز شبکهٔ پرواز شلوغ است، گریفیندوری‌ها ترجیح می‌دهند که با جغد با خانواده‌هایشان تماس بگیرند. در این سالن یک تابلوی اعلانات نیز وجود دارد که در آن اعلامیه‌های گوناگونی از جمله تاریخ بعدی سفر به هاگزمید، دانش آموزانی که می‌خواهند کتاب‌های بقیه را بخرند یا عوض کنند و بچه‌هایی که به دنبال کارت‌های شکلات قورباغه‌ای می‌گردند وجود دارد. در این سالن دو راه پله نیز وجود دارد: راه پله پسران که به هفت خوابگاه پسرها (هر یک برای یک سال) و راه پله دختران که به هفت خوابگاه دختران (هر یک برای یک سال) راه دارند. راه پله دختران طوری جادو شده که اگر پسری از پله‌ها بالا بیاید، شکلش به‌طور موقت به یک سرسره سنگی تبدیل می‌شود و او را به پایین پله‌ها می‌فرستد. بنا بر کتاب تاریخ هاگوارتز، مؤسسان باور داشتند که دختران قابل‌اعتمادتر از پسران هستند به همین دلیل این جادو فقط برای راه پله دختران مؤثر است و برای راه پله پسران، جادویی در نظر گرفته نشده‌است. هر یک از خوابگاه‌ها به صورت یک اتاق دایره‌ای شکل است که پنجره‌هایش به سوی محوطهٔ هاگوارتز باز می‌شود و دارای تخت‌های پرده‌دار می‌باشد.
بعضی از اعضای شناخته شده این گروه:
هری پاتر - رون ویزلی - هرماینی گرنجر  - جینی ویزلی - جرج ویزلی و فرد ویزلی - نویل لانگ‌باتم - سیموس فینیگان - دین توماس - پروتی پتیل - -آلبوس دامبلدور - ریموس لوپین - سیریوس بلک - جیمز پاتر - لاوندر براون-پیتر پتیگرو

### هافلپاف
در سری داستان‌های هری پاتر گروه هلگاهافلپاف نام یکی از بنیان‌گذاران مدرسه جادوگری هاگوارتز است که بعدها تبدیل به یکی از گروه‌های این مدرسه با نماد گورکن شد. اعضای این گروه معمولاً توسط بقیه گروه‌ها دست کم گرفته می‌شوند، چرا که این باورِ عمومی وجود دارد که اگر کسی به اندازه کافی شجاع، باهوش یا بلند پرواز نباشد و نتواند عضو هیچ‌یک از سه گروهِ دیگرِ هاگوارتز شود، کلاه گروهبندی او را به هافلپاف خواهد فرستاد. افراد این گروه سخت کوش، مهربان، وفادار و صبور هستند.
- رئیس: پروفسور اسپراوت
- مؤسس: هلگا هافلپاف
- رنگ: طلایی و سیاه
- حیوان: گورکن
- شبح: راهب چاق
- توصیف کلاه گروهبندی: هافلپاف نازنین از دره گشاد---- هافلپاف سختکوشی می‌پسندید بهین شرط پذیرش را همین دید.
- ویژگی:سختکوشی و مهربانی
- مکان: زیرزمین هافلپاف. در راهروی منتهی به آشپزخانه و پشت بشکه‌های سرکه که اگر به ریتم «هلگا هافلپاف» به بشکهٔ مشخصی ضربه بزنید سراشیبی کوتاهی منتهی به نمایان می‌شود. اگر به بشکهٔ اشتباه یا به ریتم اشتباهی ضربه بزنید سرکهٔ درون بشکه‌ها رویتان خالی می‌شود.
- شیء مربوط: فنجان هافلپاف (یکی از جان پیچ‌های لرد ولدمورت بود که توسط دوست‌های هری پاتر هرماینی گرنجر و رون ویزلی در تالار اسرار نابود شد)

سالن عمومی این گروه دایره‌ای شکل است و «مانند لانهٔ گورکن» توصیف شده است. قفسه‌های اطرافش به شکل هلالی شکل درآمده‌اند تا با دیوارها هماهنگ باشند. درون این قفسه‌ها کاکتوس‌های فراوانی به چشم می‌خورد که بعضی از آنها می‌رقصند و گلدان‌هایی از سقف آویزان شده‌اند که با عبور از زیرشان گیاهان داخل‌شان موهایتان را می‌شویند. میزها و صندلی‌های چوبی به رنگ‌های زرد و سیاه درآمده‌اند و پنجره‌های سالن روبه دشت‌های قاصدکی که با جادو به وجود آمده‌اند باز می‌شوند. شومینه حکاکی گورکن‌های رقصان دارد و نقشی از هلگا هافلپاف که به افتخار دانش‌آموزانش از فنجانی دو دسته می‌نوشد در بالای آن نقش بسته است.
برخی از اعضای شناخته‌شدهٔ این گروه:
هانا آبوت، ارنی مک‌میلان، جاستین فینچ‌فلچلی، سدریک دیگوری، نیوت اسکمندر با (بازی در مجموعه‌فیلم جانوران شگفت‌انگیز). نیمفادورا تانکس، آلاستور مودی (ملقب به مودی چشم باباغوری)، پامونا اسپراوت.

### ریونکلا
ریونکلاو (به انگلیسی: Ravenclaw به معنی چنگال زاغ) در سری داستان‌های هری پاتر نام یکی از گروه‌های مدرسهٔ علوم و فنون جادوگری هاگوارتز است. نام این گروه به نام بنیان‌گذار آن (روونا ریونکلاو) نامگذاری شده است.
- رئیس در دوران هری: پروفسور فلیت‌ویک
- مؤسس: روونا ریونکلاو
- رنگ: آبی و نقره ای
- حیوان: عقاب
- شبح: بانوی خاکستری (هلنا ریونکلا، دختر رویینا ریونکلا)
- شعر کلاه گروهبندی: ریونکلاو ی عادل از دره تن --- ولی ریونکلا هوشش بها داد
- ویژگی:هوشِ سرشار
- مکان: برج ریونکلاو واقع در قسمت غربی هاگوارتز
- تیم کوییدیچ ریونکلاو: ردای آبی
- شیء: نیم‌تاج ریونکلاو که توسط دخترش، هلنا ریونکلا (بخاطر حسادتی که به هوش مادرش داشت) دزدیده شد و در تنه یک درخت گذاشته شد و توسط لرد ولدمورت پیدا شد و به جان پیچ تبدیل شد این نیم تاج می‌توانست هوش هر فرد را ارتقا دهد.

در ورودی سالن ریونکلا به جای رمز از سؤال استفاده می‌کنند؛ زیرا افراد این گروه بسیار باهوش هستند و تنها افراد باهوش می‌توانند به سؤال جواب بدهند. در سالن ریونکلا یک شومینه وجود دارد که همهٔ مشورت‌ها کنار آن شومینه صورت می‌گیرد.
بعضی از اعضای شناخته شده این گروه:
چو چانگ، پادما پتیل، لونا لاوگود، میرتل وارن (میرتل گریان)، تری بوت، مایکل کرنر، گیلدروی لاکهارت، سیبل تریلانی، پروفسور کوئیرل، بارتی کراوچ جونیور

## درگیری بین سازندگان هاگوارتز
بعد از اتمام ساخت هاگوارتز چهار جادوگر به دلیل اینکه چه کسانی لایق تحصیل در هاگوارتز هستند دچار اختلاف عقیده شدند؛ سالازار اسلیترین عقیده داشت که فقط اصیل زادگان (آنهایی که دارای خون جادویی هستند) باید در مدرسه پذیرش شوند. اما مؤسسان دیگر به ویژه گودریک گریفندور با او مخالفت کردند درنتیجه سالازار اسلیترین از هاگوارتز رفت؛ بنابراین با بالا گرفتن اختلافات چهار گروه (گریفندور) (اسلیترین) (ریونکلا) و (هافلپاف) به‌وجود آمدند.
گفته می‌شود سالازار اسلیترین تالار مخفی به اسم حفره اسرار در دل هاگوارتز به وجود آورد که فقط نواده حقیقی اسلیترین می‌تواند آن را باز کند. و با رها کردن هیولای افسانه ای آن مدرسه را از شر کسانی که از نظر اسلیترین لیاقت تحصیل در هاگوارتز را ندارند پاک کند
بعدها معلوم شد نواده حقیقی اسلیترین ولدمورت است. و هیولای افسانه ای اسلیترین هم یک باسیلیسک است نوعی مار عظیم الجثه که هرکس به‌طور مستقیم به چشمان اون نگاه کند کشته می‌شود ولی هری پاتر توانست با استفاده از شمشیر گریفندور آن را شکست دهد (در زمان تحصیل هری در هاگوارتز تالار اسرار برای بار دوم باز شد ولی هری با کمک دوستانش توانست نواده سالازار اسلیترین را نابود کند)